# 아산 장씨
아산 장씨(牙山蔣氏)는 충청남도 아산시를 본관으로 하는 한국의 성씨이다.

## 역사
아산 장씨(牙山蔣氏)의 시조 장서(蔣壻)는 송나라 때 금자광록대부(金紫光祿大夫)로 신경위대장군(神慶衛大將軍)을 지냈다. 고려 예종 때 금나라가 송을 침입하자 그는 상서(尙書) 이강(李綱)과 함께 항전할 것을 주장했으나 받아들여지지 않자 배를 타고 망명하여 고려의 아산(牙山)에 표착하였다. 《기미보(己未譜)》에 의하면, 장서가 아산에 표착한 사실을 좌복야(左僕射) 박인량(朴寅亮)과 재보(宰輔) 위계정(魏繼廷)으로부터 전해 들은 고려 예종이 그에게 아산을 식읍으로 하사하고, 그를 아산군(牙山君)에 봉하였다고 한다. 시조의 묘소는 충청남도 아산시 인주면 문방리에 있다.

## 본관
아산(牙山)은 충청남도 북부에  위치하는 지명으로, 본래는 백제시대에 아술현(牙述縣)이었는데 신라시대에 음봉(陰峰 일명 음잠) 또는 온정군령이라 하였고, 고려 초기에 인주(仁州)로 고쳤다가 그 후 아주(牙州)로 고쳤고, 1413(조선 태종 13) 아산으로 개칭하였다. 1895년(조선 고종 32) 지방제도 개정으로 홍주부 아산군으로 개편되었고, 1896년에 충청남도 아산군이 되었다.

## 분파
아산 장씨는 중은공파(仲殷公派), 연공파(延公派), 문도공파(聞道公派), 방도공파(方道公派), 숙강공파(叔岡公派),통덕랑공파(通德郎公派), 방곡공파(芳谷公派)가 있다.
- 중은공파(仲殷公派)
- 연공파(延公派)
- 문도공파(聞道公派)
- 방도공파(方道公派)
- 숙강공파(叔岡公派)
- 통덕랑공파(通德郎公派)
- 방곡공파(芳谷公派)

## 인물
- 장숭 - 고려 때 군기감 판사를 지냈다.
- 장균 - 고려 때 봉익대부(奉翊大夫)로 판도판서(版圖判書)에 올랐다.
- 장자방 - 고려 봉상대부로 삼사부사 겸 검교 예빈경을 역임했다. 아들 5형제를 두었는데 장성길·장성발·장성휘·장성미·장성우 5형제의 판전서(判典書)가 유명하다.
- 장성발 - 위에 기재된 전서 관직 이외에도, 조선유현연원도에 따르면 정몽주의 문인이었다고 기록되어 있다.[1]
- 장영실(蔣英實)  : 조선 세종 때 천문기상기기(天文氣象機器), 자격루(自擊漏), 측우기(測雨器) 등을 발명한 과학자.
- 장처용 - 조선 성종 때 경기병사(京畿兵使)를 지냈으며 문무의 재질을 겸비하였고 태산 북두와 같은 명망을 가졌다.
- 장희춘(蔣希春, 1556년 ∼ 1618년) : 조선 중기의 문신·학자. 자는 인경(仁敬), 호는 성재(誠齋). 아버지는 참봉 훈(薰)이며, 어머니는 울산박씨(蔚山朴氏)이다. 1592년(선조 25) 임진왜란이 일어나자 이경연(李景淵) 등과 의병을 일으켜 박봉수(朴鳳壽)를 대장으로 삼고, 스스로 우익장(右翼將)이 되어 함월산성(含月山城)과 경주금오산(金鰲山) 등지에서 많은 전공을 세웠다. 1594년 전공으로 인하여 장흥고직장(長興庫直長)에 임명되었고, 이듬해 용양위부사정(龍驤衛副司正)을 거쳐 부사과에 올랐다. 1597년동래·울산·장기현감을 역임하였고, 이듬해 훈련원판관, 이어서 장례원사평을 지냈다. 1606년 형조정랑이 되어 쇄환사(刷還使) 여우길(呂祐吉)을 따라 종사관으로 일본에 다녀왔다. 저서로는 『성재실기』 4권이 있다.[2]
- 장입국(蔣入國, 1562년 ∼ 1633년) : 자는 치군(致君), 호는 귀래정(歸來亭). 아버지는 사정 인(嶙)이며, 어머니는 남양 홍씨(南陽洪氏)로 현감 준(濬)의 딸이다. 권호문(權好文)의 문인이다. 1600년(선조 33) 의금부도사에 임명되고 경상도사·사헌부감찰·공조좌랑 등을 지낸 뒤 1612(광해군 4) 이이첨(李爾瞻)에 의하여 폐모론이 일어나자 벼슬을 사직하였다. 1614년 영창대군(永昌大君)이 살해되었을 때는 이이첨을 찾아가 임금을 잘못 보필한 죄를 책망하였다고 한다. 그 뒤 용양위우호군(龍驤衛右護軍)·돈녕부도정(敦寧府都正)·도총부부총관·지중추부사 등을 지내고, 1623년 인조반정이 일어나자 병을 칭탁, 귀향하여 은둔생활로 일생을 보냈다. 문사(文詞)에 뛰어나고 산술·병거(兵車)에도 널리 통하여 문무를 겸하였다. 저서로는 『귀래정유집』 1책이 있다.[3]
- 장후완(蔣後琬, 1572년 ∼ 1644년) : 자는 군좌(君佐). 아버지는 첨절제사 용삼(龍三)이다. 음보로 옥포진만호가 되고, 훈련원정·문경현감 등을 역임하였다. 1605년(선조 38) 무과에 급제, 부총관으로 울산 소모대장(召募大將)을 거쳐 정평부사로 나갔다가 사헌부의 탄핵을 받기도 하였다. 1624년(인조 2) 이괄(李适)의 난에 관련되었다는 무고로 파직되어 동래에 귀양갔다가 뒤에 풀려나 복관, 도총부총관이 되었으나 곧 사임하고 은퇴하였다.[4]
- 장문익(蔣文益, 1596년 ∼1652년) : 자는 명보(明輔), 호는 조경당(釣耕堂). 부사 효범(孝範)의 증손으로, 할아버지는 성현찰방(省峴察訪) 경신(敬臣)이고, 아버지는 증공조참의 영(瑛)이며, 어머니는 밀양 박씨이다. 어려서 목장흠(睦長欽)에게서 수업을 받았고, 형제와 함께 창원낙빈(洛濱)에 복거하면서는 정구(鄭逑)·장현광(張顯光)의 문하에 드나들었다. 당시 사류들 사이에 중망이 있어, 1627년(인조 5) 정묘호란이 일어나자 경상도 호소사(號召使)로 의병을 총괄하던 스승 장현광에게 발탁되어 12읍 의병장으로 추대되었다. 그 뒤 병자호란 때에도 의병장으로 활약하였다.[5]
- 장종헌 - 조선 성종 때 지방초사
- 30대손 장승호

## 과거 급제자
아산 장씨는 무과 급제자 7명을 배출하였다.
무과
장기인(蔣己忍) 장명원(蔣明遠) 장명원(蔣明遠) 장승우(蔣承瑀) 장언충(蔣彦忠) 장원(蔣謜) 장유흠(蔣有欽)
생원시
장용규(蔣龍圭) 장해주(蔣海周) 장후(蔣詡)
진사시
장방한(蔣邦翰) 장진덕(蔣鎭德) 장후(蔣詡) 장희백(蔣熙伯)
역과
장헌주(蔣憲周) 장호원(蔣浩元)
율과
장경완(蔣景琬)
의과
장유영(蔣有英) 장익량(蔣益亮) 장한익(蔣漢翼) 장한필(蔣漢弼)
취재
장경완(蔣景琬) 장계윤(蔣繼尹) 장률(蔣慄) 장백형(蔣百馨) 장열(蔣悅)
장춘형(蔣春馨)

## 집성촌
세종실록지리지에 기록된 집성촌은 김포, 아산, 청송, 의성, 문경, 진산, 강릉이다.
- 경남 밀양군 부북면 대항리
- 경북 군위군 고로면 학성리
- 경북 청도군 각남면 칠성리
- 경북 경주시 산내면 내일리
- 경북 경산시 고산면 시지리